# Ausfalltor (Königsberg)

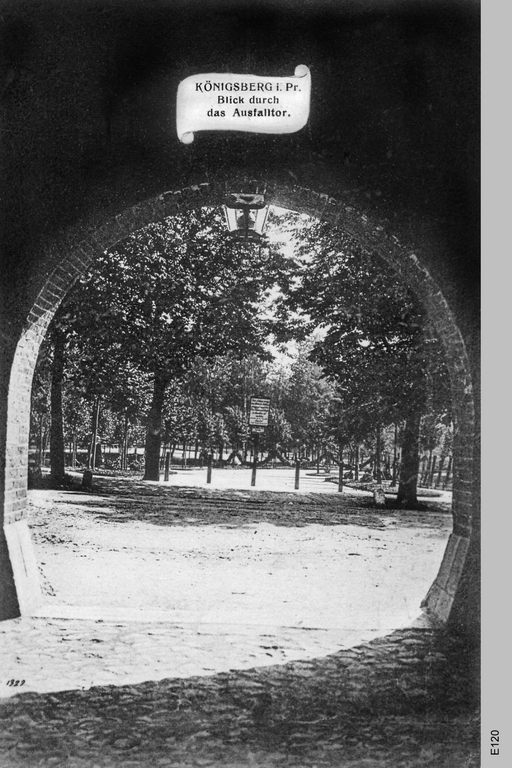
Der Blick durchs Ausfalltor

Das Ausfalltor in Königsberg war Teil der Fortifikationsanlage aus dem 19. Jahrhundert. Es befand sich genau an der gleichen Stelle, wie schon der frühe Befestigungsring von 1626, an der Kreuzung Friedrich-Ebert-Straße mit dem Deutschordensring. Das Tor war ein langer, dunkler Tunnel durch den Festungswall und konnte nur von Fußgängern benutzt werden. Die Reste sind heute noch vorhanden.